# Tiglatpileser I
Tiglath-Pileser I (en acadio: 𒆪𒋾𒀀𒂍𒈗𒊏, romanizado: Tukultī-apil-Ešarra, siglo XII a. C.-1076 a. C.), llamado también Teglatfalasar, Teglat-Falasar e incluso Tukulti-pal-Esarra (‘mi fe está en el hijo de Esarra’, en acadio), fue uno de los reyes más importantes del Imperio Asirio Medio entre los años 1114 a. C. y 1076 a. C..
Hijo de Ashur-resh-ishi I, sucedió a su padre y pronto se vio envuelto en los mismos conflictos con los arameos que este. Realizó numerosas campañas militares en todas sus fronteras, pero especialmente en el oeste, ya que cruzó numerosas veces el Éufrates, derrotando a los arameos y a los Mushki o Mesec en los montes Tauros, erigiendo una estela conmemorativa en Nairi y alcanzando el Mediterráneo, donde los reinos del Levante le pagaron tributo y Egipto le envió regalos. A pesar de todos estos esfuerzos, los arameos no fueron derrotados, solo rechazados, y, de hecho, invadieron al menos una vez el propio territorio asirio.
En el este y el norte, Tiglath-Pileser protegió el comercio asirio en la zona de los montes Zagros, mientras que en el sur luchó contra Nabucodonosor I, rey de Babilonia y, aunque sufrió algunas derrotas, llegó a ocupar la parte norte de Babilonia, incluyendo la propia capital.
Todas estas campañas militares, posibles gracias a la estabilidad de la que gozaba Asiria desde el reinado de Ashur-Dan I, elevaron el poderío del imperio hasta límites no alcanzados desde la época de Tukulti-Ninurta I.
Tiglath Pileser también dedicó parte de su tiempo a mejorar la red de regadío y los templos de Asiria, dejando inscripciones importantes para el estudio de la época, ya que a partir de este rey, se convierte en costumbre que los hechos descritos en los relatos asirios estén ordenados cronológicamente.
Fue sucedido por su hijo, Asharid-apal-Ekur.